# Keleti Andrea (táncművész)
Keleti Andrea (Budapest, 1969. június 3.) magyar táncművész

## Életpályája
1987-ben ruhaipari szakközépiskolában érettségizett, férfiszabó az alapszakmája. Ezután 2 egyetemi diplomát szerzett: a táncpedagógusit Budapesten, illetve Szegeden a közoktatási intézményvezetőit.
12 évesen (1980) kezdett el táncolni, volt ifjúsági magyar bajnok, később 10-szer lett magyar bajnok. Profiként férjével táncolt és lett ötször magyar bajnok, de mégis a legszebb, hogy tánciskolát nyithatott, és taníthatja a gyerekeket táncolni. Andrea és férje, akit a tánciskolában ismert meg, jelenleg 6 éves kortól tanítanak táncolni lányokat, fiúkat vegyesen.
1992–1996 között amatőr magyar bajnok, 1996–2001 között hivatásos bajnok volt.
Andreának két gyermeke van: Viki (2001) és Máté (2005). 2001 óta, miután kislánya megszületett, nem versenyez, hanem tanít. Számtalan diákja ért el óriási sikereket, legutóbb Csonka Andrást tanította meg táncolni, akivel a Szombat esti láz című műsort meg is nyerték.
Tanult Olaszországban, Ausztriában és Németországban.

## Érdekességek
- 10-szeres amatőr bajnok, világbajnoki 7. majd 8. hely, 10-szeres amatőr magyar bajnok, 6-szoros profi magyar bajnok.
- A Celeb vagyok, ments ki innen! 2. szériájának a győztese
- Szerepelt a Vacsoracsata című műsorban
- A Kalandra Fal! című műsor győztes csapatának tagja
- A 2016-os Nagy Duett döntősei között volt.
- A férjével pedig megnyerte a Drágám add az életed műsort